# De engelenmaker
De engelenmaker is een literaire roman van Stefan Brijs uit 2005.

## Synopsis
Na meer dan 20 jaar afwezigheid keert de excentrieke dokter Victor Hoppe terug naar zijn geboortedorp Wolfheim, nabij het drielandenpunt België-Nederland-Duitsland. Hij heeft een pasgeboren drieling, die net zoals hij een lipspleet hebben. De bijgelovige dorpelingen reageren argwanend op zijn terugkeer, en al snel start de geruchtenmolen; over de ouders van Victor, de gezondheid van de drieling, waarom hij na al die jaren terug thuis komt, en waar de drieling precies vandaan komt.

## Receptie
De engelenmaker heeft meerdere prijzen gewonnen, waaronder Vijfjaarlijkse Prijs voor Proza van de Koninklijke Academie voor Nederlandse Taal- en Letterkunde en de publieksprijs van de Gouden Uil.
Het boek staat regelmatig op leeslijsten voor het vak Nederlands in Vlaanderen en Nederland. In een enquête over leeslijsten bij Nederlandse scholieren uit havo en vwo stond De engelenmaker op de eerste plaats met een gemiddelde score van 8,1/10.

## Vervolg
In 2022 kondigde Brijs aan dat hij een vervolg aan het schrijven was, onder de titel De engel van Wolfheim. Hij hoopte het in 2023 af te hebben, maar sinds de originele aankondiging is er geen nieuws meer gelost over het vervolg.

## Filmbewerking
Meerdere pogingen om De engelenmaker tot een film te bewerken draaiden op niets uit. In 2006 werd een verfilming door Rudi Van Den Bossche aangekondigd, en hoewel ze een eerste set subsidies kregen van het Vlaams Audiovisueel Fonds, zette Brijs zelf het project stop na vier jaar omdat ze geen verdere subsidies konden krijgen. In 2012 waagde Christophe Van Rompaey zich aan een verfilming, maar ook hier is vooralsnog niets van gekomen.
In 2023 werd een verfilming onder leiding van Nederlandse regisseur Martin Koolhoven aangekondigd. Het scenario had in de loop van 2024 afgerond moeten zijn. Sinds 2025 is er echter geen verdere berichtgeving meer geweest over het project.